# O noapte furtunoasă
O noapte furtunoasă este o comedie (în patru tablouri) de Ion Luca Caragiale. A apărut în Convorbiri literare, 1879, nr. 7 și 8 , cu o elogioasă prezentare a lui Titu Maiorescu, ajungând și pe scena Operei Române, în 1935, însoțită de muzica lui Paul Constantinescu. În 1943 regizorul Jean Georgescu a făcut un film omonim după această valoroasă piesă de teatru.
Adevărata notorietate a lui Caragiale începe cu reprezentarea traducerii, după A. Parodi, a tragediei în versuri Roma învinsă, la Teatrul Național din București, care avusese cu puțin înainte mare succes la Paris. Drama, în versuri superioare celor originale, fusese remarcată drept excepțională de juriul în care figuraseră Hasdeu, Alecsandri și Maiorescu. Acest succes îl îndeamnă pe Eminescu, de curând redactor la Timpul, să-l introducă în cenaclul lui Titu Maiorescu, în care se va impune cu autoritate. Confirmându-și promisiunile cu lectura Nopții furtunoase la ședința aniversară din 12 noiembrie 1878 la Iași, Titu Maiorescu și prietenii săi au recunoscut în noul dramaturg pe scriitorul mult așteptat, cu subiecte originale, în autentic mediu românesc și în plină actualitate. 
Există și o operă omonimă, compusă de Paul Constantinescu (1934), pe un libret propriu care folosește textul piesei lui Caragiale.

## Premiera piesei
Pe 18 ianuarie 1879, Teatrul Național din București prezintă în premieră O noapte furtunoasă, trecută în programul teatrului de Ion Ghica, director general al teatrelor. Premiera a avut mare succes, dar autorul, ieșit pe scenă ca să primească aplauzele furtunoase dezlănțuite chiar după primul act, s-a auzit fluierat și huiduit de grupuri organizate la galerie. Despre ceea ce se întâmplase mărturisește chiar Caragiale: 
„Se răspândise vestea că piesa lovea în instituția Gărzii Cetățenești. Iar la a doua reprezentație, din 21 februarie, am fost iar fluierat, huiduit și amenințat, de o droaie de patrioți din Garda Civică, cu bătaia în piața Teatrului. Niște tineri ofițeri m-au scăpat de furia lor.”
Acesta a fost motivul care a determinat conducerea Teatrului Național să scoată piesa din program. Protestul fusese organizat de un grup de pretinși moraliști, pentru acordarea unei satisfacții micii burghezii „ultragiate” de conținutul piesei. Și cu toate acestea, momentul a marcat începutul gloriei lui Caragiale, toate piesele pe care le-a prezentat mai târziu constituind cele mai mari succese ale teatrului românesc din secolul al XIX-lea.

## Subiectul piesei
O noapte furtunoasă nu se referă atât la îngâmfarea negustorilor parveniți de tipul lui jupân Dumitrache Titircă Inimă-Rea, chiristigiu și căpitan în garda civică, la rigiditatea reprezentanților forței publice de partea celor tari, de felul ipistatului Nae Ipingescu, și la arivismul amploiaților de factura studentului gazetar Rică Venturiano, cât la „onoarea de familist“ a jupânului, compromisă, la lipsa de „rezon” a ipistatului prea încrezător și grăbit să facă uz de autoritate în favoarea amicului său, în fine la limbajul semicult al ziariștilor, adepți ai unor sloganuri sublime pe care le pronunță după ureche, aplicându-le dacă s-ar ivi ocazia, pe dos. Din fraza lui Venturiano: „Nimeni nu trebuie a mânca de la datoriile ce ne impun sfânta Constituțiune... mai ales cei din masa poporului”, cei doi înțeleg prin sufragiu pe omul de sufragerie, deduc că Rică „bate în ciocoi, unde mănâncă sudoarea poporului suveran”. Într-adevăr, Rică pretinde că n-are altă politică decât „suveranitatea poporului”, pentru că „box populis, box dei”, dar deviza lui civică sună: „Ori toți să muriți, ori toți să scăpăm!” Piesa, o farsă, se bazează pe un qui pro quo. Jupân Dumitrache ia drept inamic al onoarei sale pe Rică, în vreme ce soția sa, Veta, îl trădează cu Chiriac, calfa și omul său de încredere, iar Rică, aventurierul hilar, o „asaltează” de fapt pe cumnata chiristigiului.
Într-o polemică cu Frédéric Damé, Eminescu sublinia, în Timpul, semnificația tipologică a lui Rică Venturiano (8 aprilie 1879).

## Personaje
Personajele piesei, așa cum sunt descrise de Caragiale, sunt următoarele:
- Jupân Dumitrache Titircă (zis „Inimă-Rea”), chiristigiu și căpitan în garda civică
- Nae Ipingescu, ipistat, amic politic al căpitanului
- Chiriac, tejghetar, om de încredere al lui Dumitrache, sergent în garda civică
- Spiridon, băiat „pe procopseală” în casa lui jupân Dumitrache Titircă
- Rică Venturiano, arhivar la o judecătorie de ocol, student în drept și publicist
- Veta, consoarta lui jupân Dumitrache Titircă
- Zița, sora Vetei

## Interpretarea critică
La premieră, comedia a fost învinuită de imoralitate, atât de adversari (Frédéric Damé), cât și de prieteni (Ioan Slavici). Comedie de moravuri, dar și de situații, precum și de caracter, O noapte furtunoasă a fost considerată de unii contemporani ca o farsă.
- comedie de moravuri, pentru că prezintă viața de toate zilele a mahalalei bucureștene: negoțul, politica, garda civică, familia și adulterul;
- comedie de caracter, pentru că personajele tipice sunt dintre cele mai veridice: jupân Dumitrache, Chiriac, Nae Ipingescu, Rică Venturiano, Spiridon, Veta și Zița.
- comedie de situații, prin încurcătura pe care o provoacă fixarea răsturnată a plăcii cu numărul 9 pe casa lui jupân Dumitrache, vizita nocturnă a lui Rică la Veta, scandalul ce urmează și fericita lui soluționare, spre bucuria tuturor.
- comedie de limbaj, pentru că în discursul Ziței amestecul de cuvinte și expresii de mahala se îmbină ridicol cu franțuzisme sau neologisme, de cele mai multe ori deformate.